# Schwakenburg
Die Schwakenburg ist eine mittelalterliche Niederungsburg und ein neuzeitliches Rittergut bei Andrup in der Stadt Haselünne im niedersächsischen Landkreis Emsland am rechten Ufer der Hase.
Die Schwakenburg wurde in der ersten Hälfte des 15. Jahrhunderts durch die Familie von Langhals gegründet, die Burgmannen des Bistums Münster in Haselünne waren. 1439 wird sie erstmals erwähnt, als Claus von Langhals zu Schwakenburg eine Rente aus seinem Haus Schwakenburg verkauft. 1446 ist die Burg im Besitz des Burgmanns Rolf von Schatte. Durch eine Erbtochter ging sie 1467 an Engelbert von Langen. Der auf der Burg residierende Zweig der Familie nannte sich von Langen zu Schwakenburg und Haselünne. 1538 fielen die Grafen Anton I. und Christoph von Oldenburg aus Rache für den Verlust der Stadt Delmenhorst an das Bistum Münster in das Emsland ein und brannten die Schwakenburg mit allen Nebengebäuden nieder. Die Burg wurde nicht wieder aufgebaut. Durch Erbschaft gelangte die Anlage 1631 an den Osnabrücker Drosten Michael Wilhelm Kobolt von Tambach, der auf dem Burgplatz ein neues Herrenhaus errichtete. Dieses bestand aus einem zweistöckigen Bau mit zwei Seitenflügeln, der von einer doppelten Gräfte umgeben war. In der ersten Hälfte des 18. Jahrhunderts war die Schwakenburg das Objekt zahlreicher gerichtlicher wie sonstiger Auseinandersetzungen, in deren Ergebnis sie 1752 Konkurs ging. Zunächst gelangte das Gut 1757 durch Zwangsversteigerung an Caspar Johann von Rath, bevor es 1796 in bürgerliche Hände verkauft wurde. Am Ende des 19. Jahrhunderts wurde das alte Herrenhaus niedergelegt und ein neues Bauernhaus aus Fachwerk außerhalb der Gräften errichtet. Der eigentliche Burgplatz befindet sich heute westlich des Hofes. Dort sind noch geringe Reste des eingeebneten Grabens erkennbar.